# Зигисмунд фон Бранденбург
Зигисмунд фон Бранденбург (на немски: Sigismund von Brandenburg; * 11 декември 1538, Берлин; † 13 септември 1566, замък Морицбург, Хале на Заале) от род Хоенцолерн от Бранденбург, е княжески архиепископ на Магдебург и княжески епископ на Халберщат (1552 – 1566).

## Живот
Той е син на курфюрст Йоахим II фон Бранденбург (1505 – 1571) и втората му съпруга Ядвига (Хедвиг) Ягелонка (1513 – 1573), дъщеря на полския крал Зигмунт I Стари.
На 13 години той наследява по-големия си брат Фридрих през 1552 г. като архиепископ на Магдебург и епископ на Халберщат. Папа Юлий III го признава и той е честван на 2 януари 1554 г. в Хале. Като протестант Зигисмунд е също администратор на Магдебург и не се жени.
Той умира на 28 години и затова не може да кандидатства за полския трон.